# Berylmys berdmorei
Berylmys berdmorei es una especie de roedor de la familia Muridae.

## Distribución geográfica
Se encuentra sólo en Camboya, Laos, Birmania, Tailandia, y Vietnam.